# Hochverrat
Der Hochverrat ist ein Straftatbestand, der auf den gewaltsamen Umsturz im Innern gerichtet ist.
Im Gegensatz zum Hochverrat schwächt der Landesverrat den eigenen Staat in seiner Sicherheit gegenüber ausländischen Staaten. Die Gefährdung des demokratischen Rechtsstaats dagegen zielt auf den gewaltlosen Umsturz durch Maßnahmen im Innern mit Unterstützung von außen ab.
Klassische Beispiele des Hochverrats sind der Versuch eines Staatsstreichs und der Versuch, das Staatsoberhaupt zu ermorden. Der Hochverrat ist auch zu unterscheiden vom Verbrechen der Aggression durch Anwendung von Waffengewalt gegen einen Staat durch Personen, die tatsächlich in der Lage sind, das politische oder militärische Handeln eines Staates zu kontrollieren oder zu lenken.

## Rechtsgeschichte

### Antike, Mittelalter und Frühe Neuzeit
Im römischen Strafrecht wurden die perduellio (Hochverrat) und das dieser ähnliche crimen maiestatis als Kapitalverbrechen mit dem Tode bestraft. Über Hochverrat wurde in der Römischen Republik nicht aufgrund Privatklage durch die Volksversammlung entschieden, sondern es existierte ein magistratisches Untersuchungsverfahren, die sog. inquisitio durch die vom Konsul für den Einzelfall ernannten Hilfsbeamten (Quästoren), weil ein öffentliches Interesse an seiner Verfolgung bestand. Bei diesem Verfahren handelte es sich um ein Offizialverfahren, dessen Ziel jedoch nicht die Erforschung der materiellen Wahrheit, sondern die Schuld- oder Unschuldsfeststellung des der Tat Verdächtigen mit Hilfe bestimmter Beweismittel (Reinigungseid, Eideshelfer, Gottesurteil) war.
Nach Quintus Cervidius Scaevola wurde wegen Hoch- und Landesverrats bestraft, wer durch Arglist (dolo malo) oder eidliche Versicherung jemanden dazu gebracht hatte, zum Schaden des römischen Staates, insbesondere zum militärischen Nachteil des römischen Heeres zu handeln.
Das wichtigste spätantike Gesetz zum Gegenstand, die Lex Quisquis von Arcadius, wurde in den Codex Iustinianus übernommen. Die Hochverrats- und Majestätsprozesse nach Byzantinischem Recht sind allerdings noch nicht systematisch erforscht.
Auch die Constitutio Criminalis Carolina kannte den Tatbestand der „Verräterei“ (Hochverrat), die mit Enthaupten und Vierteilen bestraft wurde.
Das Preußische Allgemeine Landrecht (PrALR) sah für Täter und Teilnehmer eines Hochverrats die nach Verhältniß seiner Bosheit, und des angerichteten Schadens, härteste und schreckhafteste Leibes- und Lebensstrafe, also die Todesstrafe vor. Es konnten außerdem das Vermögen eingezogen und die bürgerlichen Ehrenrechte aberkannt werden. Unter den Oberbegriff der Verbrechen gegen die innere Ruhe und Sicherheit des Staats und der Verletzungen der Ehrfurcht gegen den Staat fielen Tatbestände wie die „Erregung von Missvergnügen gegen die Regierung“, Majestätsbeleidigung oder Angriffe auf die Familie des Landesherrn und gegen Staatsbedienstete.
Hochverrat zählte zu den nicht öffentlich, sondern oft im Wege der Kabinettsjustiz abgeurteilten Straftaten wie beispielsweise im ersten Verfahren gegen Friedrich Wilhelm Schulz.

### Deutsches Kaiserreich
In dem mit Gesetz vom 15. Mai 1871 als Strafgesetzbuch für das Deutsche Reich übernommenen Strafgesetzbuch für den Norddeutschen Bund waren Hoch- und Landesverrat in §§ 80 ff. geregelt. Seit dem 1. Januar 1872 wurde der Mord und der Versuch des Mordes, welche an dem Kaiser, an dem eigenen Landesherrn, oder während des Aufenthalts in einem Bundesstaate an dem Landesherrn dieses Staats verübt worden sind, als Hochverrath mit dem Tode bestraft, alle anderen hochverräterischen Unternehmen nach § 81 mit zeitiger oder lebenslanger Freiheitsstrafe (Zuchthaus oder Festungshaft):
1. einen Bundesfürsten zu tödten, gefangen zu nehmen, in Feindes Gewalt zu liefern oder zur Regierung unfähig zu machen,
2. die Verfassung des Deutschen Reichs oder eines Bundesstaats oder die in demselben bestehende Thronfolge gewaltsam zu ändern,
3. das Bundesgebiet ganz oder theilweise einem fremden Staate gewaltsam einzuverleiben oder einen Theil desselben vom Ganzen loszureißen, oder
4. das Gebiet eines Bundesstaats ganz oder theilweise einem anderen Bundesstaate gewaltsam einzuverleiben oder einen Theil desselben vom Ganzen loszureißen,

wird wegen Hochverraths mit lebenslänglichem Zuchthaus oder lebenslänglicher Festungshaft bestraft.

(2) Sind mildernde Umstände vorhanden, so tritt Festungshaft nicht unter fünf Jahren ein.

Nach einem missglückten Revolverattentat auf den deutschen Kaiser Wilhelm I. wurde Max Hödel im Sommer 1878 wegen Hochverrat zum Tode verurteilt und hingerichtet. Karl Liebknecht wurde 1907 wegen Vorbereitung zum Hochverrat zu eineinhalb Jahren Festungshaft verurteilt.

### Weimarer Republik
Die Vorschriften aus der Kaiserzeit blieben in der Weimarer Republik unverändert und wurden durch Auslegung zum Schutz der Weimarer Verfassung angewandt.
Anstelle des Kaisers trat allerdings nicht der Reichspräsident, der § 80 und der § 81 Absatz 1 Nr. 1 wurden wegen ihres Wortlauts als unanwendbar betrachtet.
Im Zusammenhang mit der Münchner Räterepublik standen etwa Ernst Toller, Eugen Leviné und Hans von Hentig wegen Hochverrats vor Gericht.
Ergänzend zum Reichsstrafgesetzbuch wurde 1922 das Gesetz zum Schutz der Republik erlassen. Dieses sah in § 9 Abs. 2 bei einer Verurteilung wegen Hochverrats gegen Ausländer deren Ausweisung vor. Obwohl Adolf Hitler im Jahr 1924 nach dem gescheiterten Hitler-Ludendorff-Putsch wegen Hochverrats verurteilt worden war, wurde das Gesetz in seinem Fall nicht angewendet. Gustav von Kahr hatte in seiner Funktion als Generalstaatskommissar den Vollzug des Gesetzes im September 1923 ausgesetzt.

### Nationalsozialismus
Im Reichstagsbrandprozess 1933 wurde allein Marinus van der Lubbe wegen Hochverrats verurteilt, die Mitangeklagten Ernst Torgler und Georgi Dimitroff freigesprochen.
Nach dem Gesetz zur Änderung von Vorschriften des Strafrechts und des Strafverfahrens vom 24. April 1934 wurde Hochverrat nach §§ 80–87 RStGB mit dem Tode bestraft. Darunter fiel insbesondere das Unternehmen, gewaltsam das Reichsgebiet ganz oder teilweise einem fremden Staat einzuverleiben oder ein zum Reiche gehörendes Gebiet vom Reiche loszureissen, gewaltsam die Verfassung des Reichs zu ändern oder den Reichspräsidenten, den Reichskanzler oder ein anderes Mitglied der Reichsregierung seiner verfassungsmäßigen Gewalt zu berauben, ebenso die Verabredung eines solchen Unternehmens, die Vorbereitung oder der öffentliche Aufruf dazu, etwa im Rundfunk sowie die Herstellung und Verbreitung von Druckschriften, Schallplatten oder bildlichen Darstellungen mit hochverräterischem Inhalt. Zur Aburteilung war der Volksgerichtshof zuständig.
Prominente Beispiele für entsprechende Schauprozesse waren die Verfahren gegen die Geschwister Scholl oder die Beteiligten des Attentats vom 20. Juli 1944. Die Urteile des Volksgerichtshofs wurden mit dem Gesetz zur Aufhebung nationalsozialistischer Unrechtsurteile in der Strafrechtspflege (NS-AufhG) von 1998 aufgehoben und die Opfer rehabilitiert.

## Deutschland

### Entwicklung seit 1945
Die §§ 80–87 RStGB wurden mit dem Kontrollratsgesetz Nr. 11 vom 30. Januar 1946 aufgehoben.

#### Bundesrepublik Deutschland
Das westdeutsche politische Strafrecht wurde im Wesentlichen durch das Erste Strafrechtsänderungsgesetz vom 30. August 1951 geprägt.
1951 wurde der Hochverrat in §§ 80–87 StGB neu gefasst.
Dabei wurden insbesondere in § 80 StGB die gewaltsamen Unternehmen gegen das Reichsgebiet und die Reichsverfassung (§§ 80–87 RStGB) durch gegen die auf dem Grundgesetz der Bundesrepublik Deutschland oder der Verfassung eines ihrer Länder beruhende verfassungsmäßige Ordnung ersetzt. Der hochverräterische Anschlag wurde in § 83 StGB auf Leib und Leben des Bundespräsidenten beschränkt, der hochverräterische Zwang auf die gewaltsame Einwirkung auf dessen verfassungsmäßigen Befugnisse.
Unter dem Eindruck des Koreakrieges und vorangegangener kommunistischer Machtergreifungen in den Ostblockstaaten wurde versucht, gegen den Bestand der Bundesrepublik Deutschland und die verfassungsmäßige Ordnung gerichtete Bestrebungen mit den Mitteln des Strafrechts zu bekämpfen. Dies traf zunächst den Hauptausschuss für Volksbefragung, der eine auf die Wiedervereinigung beider Teilstaaten zielende Unterschriftenkampagne organisiert hatte. Die Kampagne wurde wegen ihrer Nähe zur KPD und SED vom Bundesgerichtshof (BGH) als „verfassungsfeindlich“ eingestuft, ein hochverräterisches Unternehmen konnte der BGH jedoch im Urteil von 1954 nicht feststellen.
Während bei den Bestimmungen über Hochverrat und Landesverrat an Vorbilder im früheren deutschen Strafrecht angeknüpft werden konnte, betrat der Gesetzgeber 1951 mit den im Abschnitt Staatsgefährdung geschaffenen Straftatbeständen Neuland. Mit diesen Straftatbeständen sollten die neuzeitlichen Umsturzmethoden, die Methoden des Kalten Krieges, erfasst werden. Die Wiedereinführung des Hochverratsparagraphen war gesellschaftlich sehr umstritten. Auch jenseits der Mitglieder und Sympathisanten der KPD, gegen die sich die neuen Bestimmungen vornehmlich richteten, gab es Juristen, die die Rechtsnormen für zu vage und unbestimmt hielten – so gleich mehrere Debattenbeiträge auf dem Frankfurter Juristentag 1950. Eine „Verteidigerkomiteebewegung“ organisierte daraufhin Rechtshilfe in politischen Prozessen.
Die Große Strafrechtsreform führte mit dem Achten Strafrechtsänderungsgesetz vom 25. Juni 1968 auch zu einer rechtsstaatlichen Weiterentwicklung des politischen Strafrechts.
Eines der Hauptziele war es, die Tatbestände des Staatsschutzstrafrechts unter größtmöglicher Präzisierung so weit, wie es kriminalpolitisch vertretbar erschien, einzuschränken, insbesondere das Gesetz von allem freizuhalten, was förderliche Kontakte zwischen den Menschen aus beiden Teilen Deutschlands und die notwendige geistige Auseinandersetzung mit dem Kommunismus behindern könnte. Im Vordergrund standen danach Änderungen der Vorschriften gegen Staatsgefährdung und gegen Landesverrat. Für eine Neugestaltung des Abschnitts Hochverrat bestand dagegen kein dringendes rechtspolitisches Bedürfnis. Die Neufassung diente eher einer schlüssigen Gesamtkonzeption.
Die Bestimmungen in §§ 81–83a StGB n.F. zum Hochverrat gegen den Bund, gegen ein Land und die Vorbereitung hochverräterischer Unternehmen gegen Bund und Länder entsprachen in der tatbestandlichen Umschreibung völlig dem 1962 vorgelegten Entwurf der Großen Strafrechtskommission (E 1962).
In § 81 StGB n.F. wurde der Gebietshochverrat gegen den Bund in einen Bestandshochverrat erweitert (§ 80 Abs. 1 Nr. 1 StGB). Beim Verfassungshochverrat (§ 81 Abs. 1 Nr. 2 StGB) wird das geschützte Rechtsgut umschrieben als die auf dem Grundgesetz für die Bundesrepublik Deutschland beruhende „verfassungsmäßige Ordnung“. Damit sollte zum Ausdruck gebracht werden, dass das Schutzobjekt die auf dem Grundgesetz beruhende konkrete Staatsordnung ist, wie sie in den verfassungsmäßigen Organen und Einrichtungen Gestalt gewonnen hat, also die Verfassungswirklichkeit. Entsprechendes gilt für den Verfassungshochverrat gegen ein Land. Dagegen blieb die Vorschrift über den Gebietshochverrat gegen ein Land, auch wenn er praktisch nicht in Betracht kommen dürfte, in der Form erhalten, dass nur der Bestand des Gebiets der Länder im inneren Bereich der Bundesrepublik geschützt wird (§ 82 Abs. 1 Nr. 1 StGB). Denn ein anderer hochverräterischer Angriff auf den Bestand eines Landes richtet sich gegen den umfassenderen Bestand der Bundesrepublik und wird daher von § 81 Abs. 1 Nr. 1 erfasst. Von den Strafdrohungen des E 1962 wich die Neufassung nur insoweit ab, wie sich aus der Verschiedenheit der Strafensysteme des geltenden Rechts und des Entwurfs 1962 notwendige Unterschiede ergaben.

#### DDR
Von 1958 bis 1968 wurde die Tat in § 13 Strafrechtsergänzungsgesetz als Staatsverrat bezeichnet. In schweren Fällen ließ § 24 die Todesstrafe zu.
Hochverrat gehörte im Strafgesetzbuch von 1968 zu den Verbrechen gegen die Deutsche Demokratische Republik. § 96 StGB lautete:
1. die sozialistische Staats- oder Gesellschaftsordnung der Deutschen Demokratischen Republik durch gewaltsamen Umsturz oder planmäßige Untergrabung zu beseitigen oder in verräterischer Weise die Macht zu ergreifen;
2. das Gebiet der Deutschen Demokratischen Republik einem anderen Staat einzuverleiben oder einen Teil desselben von ihr loszulösen;
3. einen Angriff auf Leben oder Gesundheit eines führenden Repräsentanten der Deutschen Demokratischen Republik zu begehen;
4. mit Gewalt oder durch Drohung mit Gewalt die verfassungsmäßige Tätigkeit der führenden Repräsentanten der Deutschen Demokratischen Republik unmöglich zu machen oder zu behindern,

wird mit Freiheitsstrafe nicht unter zehn Jahren oder mit lebenslänglicher Freiheitsstrafe bestraft.
Mit Gesetz vom 18. Dezember 1987 und im Zusammenhang mit der Abschaffung der Todesstrafe in der DDR ab 1988 erhielt Absatz 2 folgenden Wortlaut:
Durch Vertrag vom 18. Mai 1990 über die Währungs-, Wirtschafts- und Sozialunion wurde § 96 „bis zu einer Neuregelung“ außer Anwendung gesetzt. Durch Gesetz vom 29. Juni 1990 erhielt er eine neue Fassung ohne Bezugnahme auf „die sozialistische Staats- oder Gesellschaftsordnung“. Durch den Einigungsvertrag vom 31. August 1990 wurde das DDR-StGB insgesamt aufgehoben.
Personen, die zwischen dem 8. Mai 1945 und dem 2. Oktober 1990 wegen Hochverrats verurteilt wurden, können nach dem Strafrechtlichen Rehabilitierungsgesetz rehabilitiert werden, wenn die Tat für die Bundesrepublik Deutschland, einen mit ihr verbündeten Staat oder für eine Organisation begangen worden sein soll, die den Grundsätzen einer freiheitlichen rechtsstaatlichen Ordnung verpflichtet ist (§ 1 Abs. 1 Nr. 1 Buchstabe i StrRehaG).

### Tatbestand §§ 81–83a StGB
In der Bundesrepublik Deutschland ist der Hochverrat gegen den Bund oder die Länder unter den Staatsschutzdelikten in den §§ 81–83a StGB als Verbrechen geregelt. Die Tat ist ein Unternehmensdelikt, bei dem der Versuch genauso bestraft wird wie die Vollendung. Zudem ist auch die Vorbereitung des Hochverrats (§ 83 StGB) unter Strafe gestellt.
Geschütztes Rechtsgut ist der physische und verfassungsmäßige Bestand der Bundesrepublik Deutschland und der Bundesländer. Dieser umfasst die staatliche Einheit von Bund und Ländern, deren Gebietsintegrität und die völkerrechtliche Souveränität des Bundes (Bestandshochverrat) gemäß § 81 Abs. 1 StGB:
1. den Bestand der Bundesrepublik Deutschland zu beeinträchtigen oder
2. die auf dem Grundgesetz für die Bundesrepublik Deutschland beruhende verfassungsmäßige Ordnung zu ändern,

wird mit lebenslanger Freiheitsstrafe oder mit Freiheitsstrafe nicht unter zehn Jahren bestraft.

Für die Gefährdung des Bestandes der Bundesländer in ihrer territorialen Integrität und verfassungsmäßigen Ordnung ist dagegen § 82 Abs. 1 StGB einschlägig:
1. das Gebiet eines Landes ganz oder zum Teil einem anderen Land der Bundesrepublik Deutschland einzuverleiben oder einen Teil eines Landes von diesem abzutrennen oder
2. die auf der Verfassung eines Landes beruhende verfassungsmäßige Ordnung zu ändern,

wird mit Freiheitsstrafe von einem Jahr bis zu zehn Jahren bestraft.

Der Verfassungshochverrat bezeichnet sämtliche Änderungen und Beseitigungen des Wesensgehaltes der Verfassung wie die freiheitliche Demokratie, den Rechtsstaat und die Grundrechte.
Tatmittel sind die Gewalt und die Drohung mit Gewalt und entsprechen im Wesentlichen dem Gewaltbegriff bei der Nötigung.
Der Hochverrat ist kein Sonderdelikt, das nur von Deutschen begangen werden kann. Auch Ausländer können Hochverrat begehen, der aber völkerrechtlich gerechtfertigt sein kann. Das deutsche Strafrecht gilt, unabhängig vom Recht des Tatorts, auch für aus dem Ausland begangenen Hochverrat (§ 5 Nr. 2 StGB).
Als Vorbereitung nach § 83 StGB gilt schon die objektive Förderung des Unternehmens nach §§ 81, 82 StGB. Eine konkrete Gefährdung für den Bund oder das Land muss zwar noch nicht eingetreten, eine gewisse Gefährlichkeit soll jedoch nach der Rechtsprechung notwendig sein.

### Tätige Reue
Wegen der besonders hohen Strafdrohung und der Einbeziehung des Vorbereitungsstadiums in den Bereich der Strafbarkeit wird dem Straftäter, der Versuchshandlungen bereits aufgibt, nach § 83a StGB bei tätiger Reue eine „goldene Brücke“ gebaut. Mögliche Konsequenz ist dann das Absehen von Strafe oder die Milderung der Strafe nach § 49 Abs. 2 StGB. Notwendig ist jedoch, dass der Täter neben der Aufgabe der Versuchs- und Vorbereitungshandlungen sich zumindest freiwillig und ernsthaft bemüht, eine von ihm verursachte oder erkannte Gefahr abzuwenden, wesentlich zu mindern oder die Vollendung der Tat zu verhindern.

### Anzeigepflicht
Wer von einem Vorhaben oder der Ausführung eines Hochverrats zu einer Zeit, zu der die Ausführung oder der Erfolg noch abgewendet werden kann, glaubhaft erfährt und es unterlässt, rechtzeitig Anzeige zu erstatten, wird nach § 138 Abs. 1 Nr. 2 StGB (Nichtanzeige geplanter Straftaten) bestraft, und zwar mit Freiheitsstrafe bis zu fünf Jahren oder Geldstrafe (§ 138 Abs. 1 StGB). Von dieser Anzeigepflicht ist nur das Wissen um die Vorbereitung eines hochverräterischen Unternehmens gegen ein Bundesland ausgenommen, dann gelten im Speziellen §§ 129, 129a StGB (Mitgliedschaft in einer terroristischen Vereinigung).

### Zuständigkeit
Für die Strafverfolgung des Hochverrats gegen den Bund ist mit Wirkung zum 25. Mai 2018 das Bundeskriminalamt zuständig (§ 4 Abs. 1 Satz 1 Nr. 6a BKAG). Es hat dabei besondere Ermittlungsbefugnisse zur Telekommunikationsüberwachung und Online-Durchsuchung (§ 100a, § 100b StPO) sowie zur Vermögensbeschlagnahme (§ 443 StPO). Die Nachrichtendienste können nach § 3 Artikel 10-Gesetz die Telekommunikation überwachen und aufzeichnen und die dem Brief- oder Postgeheimnis unterliegenden Sendungen öffnen und einsehen, wenn tatsächliche Anhaltspunkte für den Verdacht bestehen, dass jemand Straftaten des Hochverrats plant, begeht oder begangen hat. Zur Verhütung eines Hochverrats darf das Zollkriminalamt personenbezogenen Daten an die mit polizeilichen Aufgaben betrauten Behörden übermitteln (§ 23d Zollfahndungsdienstgesetz ZFdG).
Der Generalbundesanwalt beim Bundesgerichtshof erhebt wegen Hochverrats im ersten Rechtszug öffentliche Klage vor dem zuständigen Oberlandesgericht (§ 120 Abs. 1 Nr. 2 GVG). Gegen das OLG-Urteil ist die Revision zum Bundesgerichtshof möglich. Bis 1969 war bei Hochverrat die erst- und letztinstanzliche Zuständigkeit des BGH gegeben. Gem. Art. 96 Abs. 5 Nr. 5 GG üben die Oberlandesgerichte in den erstinstanzlichen Staatsschutz-Verfahren jedoch im Wege der Organleihe die Gerichtsbarkeit des Bundes aus. Bei Hochverrat gegen ein Bundesland kann der Generalbundesanwalt das Verfahren an die zuständige Landesstaatsanwaltschaft abgeben (§ 142a Abs. 2 Nr. 1a GVG).

## Österreich
Das österreichische Strafgesetzbuch unterscheidet zwischen Gebiets- und Verfassungshochverrat. Hochverrat ist sowohl gegen den Bund als auch gegen ein Land möglich (§ 242 StGB):
Nach dem Strafgesetzbuch ist auch der Hochverrat gegen andere Staaten strafbar. Dort ist der Strafrahmen mit sechs Monaten bis fünf Jahren aber geringer als bei hochverräterischen Unternehmen gegen Österreich (§ 316 StGB).
Ein bekannter historischer Prozess wegen Hochverrat war der Sozialistenprozess des Jahres 1936. Erst im Jahr 2018 wurden erstmals in der Zweiten Republik Menschen (Mitglieder des sogenannten Staatenbundes Österreich) nach diesem Paragraphen angeklagt und (zunächst nicht rechtskräftig) verurteilt.

## Schweiz
In der Schweiz wird der Tatbestand des Hochverrates in Art. 265 Strafgesetzbuch definiert:
Wenn sich die Tat gegen den Bundesstaat richtet, ist Bundesstrafgerichtsbarkeit gegeben. Es ist dann ein politischer Entscheid nötig darüber, ob eine Strafverfolgung stattfinden soll (Ermächtigungsverfahren).

## Weitere Länder

### Vereinigtes Königreich
Im Vereinigten Königreich Großbritannien und Nordirland werden unter Hochverrat (High Treason) mehrere Tatbestände zusammengefasst, die auf den Treason Act von 1795 zurückgehen. 1916 wurde beispielsweise Roger Casement wegen Hochverrats zum Tode verurteilt. Heute gilt hauptsächlich die Ermordung des Monarchen oder der Monarchin (oder deren Ehegatten oder deren ältesten Sohnes), die Kriegsführung gegen die Krone innerhalb des Reiches oder die Unterstützung der Feinde der Krone in Kriegszeiten als Hochverrat. Das höchste Strafmaß ist seit der formellen Abschaffung der Todesstrafe 1998 eine lebenslange Freiheitsstrafe. Im mittelalterlichen England war Hängen, Ausweiden und Vierteilen die Strafe für Hochverrat.

### Vereinigte Staaten
In den USA sagt die Verfassung der Vereinigten Staaten vom 17. September 1787, als Verrat gegen die Vereinigten Staaten sollen nur Kriegführung gegen sie oder Hilfe für ihre Feinde mit Rat und Tat gelten. Dabei wird Hochverrat mit der höchstmöglichen Strafe belegt, es droht also die Todesstrafe, bzw. lebenslange Freiheitsstrafe bei Hochverrat gegen einen Bundesstaat, der die Todesstrafe bereits abgeschafft hat.

### Russland
Schon im 2008 wurde in der Duma ein Gesetzesentwurf eingereicht, wonach nach Meinung des Rechtswissenschaftlers Boris Nadeschdin jeder Mensch zu einem Hochverräter werden könne, der mit einem Ausländer Kontakt hatte. Das Gesetz wurde 2010 in Kraft gesetzt. Am 13. November 2012 unterzeichnete Wladimir Putin ein Gesetz, das den Straftatbestand des Hochverrats nochmals deutlich ausweitete. Unter anderem wäre es damit laut Angaben regierungsunabhängiger Organisationen und Anwälten möglich, dass ein Austausch von Informationen mit internationalen NGOs oder sogar die Anrufung des Europäischen Gerichtshofs für Menschenrechte kriminalisiert würde, so die NZZ.